# Stanisław Amanowicz
Stanisław Marian Amanowicz (ur. 8 marca 1940 w Radomiu, zm. 30 października 2014) – polski urzędnik państwowy i konsularny, w latach 1988–1991 podsekretarz stanu w Ministerstwie Współpracy Gospodarczej z Zagranicą, były charge d’affaires Konsulatu RP w Wellington.

## Życiorys
Syn Lamberta i Marii. Lata wojny i okupacji wraz z rodzicami spędził na terenie Kielecczyzny, następnie przeniósł się do Poznania. W 1958 ukończył Liceum Ogólnokształcące im. Hugona Kołłątaja w Warszawie, podjął pracę w Przedsiębiorstwie Handlu Zagranicznego „Petrolimpex”. Został oddelegowany na studia z międzynarodowych stosunków ekonomicznych do Moskiewskiego Państwowego Instytutu Stosunków Międzynarodowych (magister w 1967). W okresie studiów był tłumaczem z języka angielskiego w Międzynarodowej Komisji Kontroli i Nadzoru w Wietnamie. W 1967 powrócił do PHZ „Petrolimpex”, następnie zatrudniony w Departamencie Współpracy Gospodarczej z ZSRR Ministerstwa Handlu Zagranicznego. Zajmował w nim stanowiska starszego radcy, naczelnika wydziału i wicedyrektora. Od 1983 do 1987 radca handlowy przy ambasadzie PRL w Sydney. Po powrocie został wicedyrektorem Departamentu Współpracy Gospodarczej I (z państwami socjalistycznymi) w Ministerstwie Współpracy Gospodarczej z Zagranicą. Od listopada 1988 do 1991 pełnił funkcję podsekretarza stanu w tym resorcie. Później został radcą handlowym polskiego konsulatu w Wellington, od 1991 do 1993 pełnił w nim funkcję charge d’affaires. Pod koniec lat 90. pracował jako dyrektor departamentu w Ministerstwie Gospodarki.